# Segunda vinda de Cristo (Santos dos Últimos Dias)

Ilustração da Segunda Vinda, presente nas capelas de A Igreja de Jesus Cristo dos Santos dos Últimos Dias

A Segunda Vinda de Jesus Cristo para A Igreja de Jesus Cristo dos Santos dos Últimos Dias e outros seguidores do movimento dos Santos dos Últimos Dias acreditam que haverá uma Segunda Vinda de Jesus Cristo à Terra em algum momento no futuro. Entretanto, a Igreja e seus líderes não fazem previsões sobre a data da Segunda Vinda.
Segundo os ensinamentos da Igreja, o evangelho restaurado será ensinado em todas as partes do mundo antes da Segunda Vinda. Os membros da Igreja acreditam que as escrituras profetizam que haverá guerras, rumores de guerras, terremotos, furacões e outros desastres causados pelo homem e pela natureza antes da Segunda Vinda.

## Finalidade
A Igreja de Jesus Cristo dos Santos dos Últimos Dias ensina que Deus ama todas as pessoas, tanto as que estão presentes na terra quanto as que já viveram anteriormente. A teologia da Igreja sustenta que todas as pessoas serão ressuscitadas devido à expiação de Cristo; contudo, para alcançar a exaltação, é necessário cumprir certas ordenanças enquanto se está na terra, incluindo batismo, confirmação, investidura no templo e casamento celestial. A Igreja acredita que Deus providenciará uma forma para que aqueles que não receberam as ordenanças necessárias tenham esse trabalho realizado em seu favor. Por meio do trabalho no templo realizado por procuradores vivos e do trabalho missionário que ocorre no mundo espiritual, a Igreja afirma que todas as pessoas terão a oportunidade de aceitar essas ordenanças, mesmo que isso ocorra após a morte.
Acredita-se que aqueles que morreram e não receberam essas ordenanças serão ensinados na vida após a morte. Este trabalho é feito de maneira semelhante a como o trabalho missionário é feito na vida. Segundo as crenças, na vida após a morte, os indivíduos mantêm as suas crenças, o conhecimento e livre-arbítrio, e eles continuarão a ser capaz de escolher por si o que eles desejam. Realizar o trabalho de redenção em favor dos falecidos tem efeito sobre eles somente se os mesmos aceitarem. Os espíritos não mudarão a sua religião, crenças ou sentimentos, a menos que eles próprios decidam aceitar o trabalho feito por eles nos Templos.
Os Santos dos Últimos Dias atualmente realizam este trabalho ao pesquisar os registros genealógicos de suas famílias, buscando os nomes de pessoas falecidas. A realização das ordenanças como o batismo e o casamento é realizada com pessoas vivas que agem como 'procuradores'. Estas ordenanças são chamadas vicárias, pois um familiar vivo recebe as ordenanças em favor de seu ente falecido. Os Santos dos Últimos Dias acreditam que este trabalho irá continuar após a Segunda Vinda, quando iniciar-se-á o período que eles conhecem como "Milênio". Nestes 1000 anos, Jesus Cristo retornará à Terra, governará sobre ela e dedicar-se-á à conversão dos justos que permaneceram na Terra e que não são membros da Igreja, e também a este trabalho em favor dos que morreram. Estas duas obras servem como a preparação espiritual para a conclusão da missão de Cristo e do período de testes para as almas humanas na Terra.

## Temporização
Conforme Doutrina e Convênios, uma das obras-padrão da Igreja, "[Filho do Homem] agora reina nos céus e reinará até que desce sobre a terra ... que o tempo está perto, à mão ... mas a hora e o dia nenhum homem sabe, nem os anjos nos céus; nem o saberão até que ele venha."
A Igreja de Jesus Cristo dos Santos dos Últimos Dias ensina que a nenhuma pessoa será dado o conhecimento de quando a Segunda Vinda está para ocorrer. Não há nenhum ensinamento oficial especulando sobre uma data ou hora. Embora este momento não seja conhecido, os Santos dos Últimos Dias acreditam que eventos específicos ocorrerão como sinais antes da Segunda Vinda.

## Eventos
A Igreja de Jesus Cristo dos Santos dos Últimos Dias ensina que Jesus virá em "poder e grande glória." Santos dos Últimos dias acreditam que a pessoa que vai chegar é o mesmo Jesus como aquele que subiu ao céu no Novo Testamento, e que ele ainda tem as marcas dos cravos em suas mãos e pés, que ele recebeu ao ser Crucificado.

### Sinais
A Igreja de Jesus Cristo dos Santos dos Últimos Dias ensina que a Terra inteira será ciente da chegada de Jesus, incluindo os não-crentes.
Eventos especificados nos ensinamentos para ocorrer na Segunda Vinda incluem:
- Lá aparecerá um grande sinal no céu, e todas as pessoas que devem vê-lo.[23]
- Os justos que estão sobre a terra serão arrebatados para encontrá-lo.[24][25]
- Os anjos anunciar seu retorno, o qual todos os moradores da terra o ouvirão, e todo joelho se dobrará.[26][27]

### Ações de Cristo
A doutrina é bastante específica sobre os eventos que irão ocorrer na Segunda Vinda. Acredita-se que Cristo vai fazer as seguintes coisas, porém nenhuma ordem ou intervalo de tempo está especificada:
- Cristo irá completar a Primeira Ressurreição. Este evento envolve Jesus ressuscitando todos os que morreram em retidão. A Igreja acredita que o Mundo espiritual é um lugar onde as almas dos mortos residem antes da Segunda Vinda e do Juízo Final,[28][29] mas que este não é o local de descanso final da alma. Eles acreditam que todos os povos da terra serão ressuscitados e receberão seu corpo físico, novamente.[30] A Ressurreição irá acontecendo durante todo o Milênio, conforme o trabalho de redenção das almas, vivos e mortos, for se concluindo. Aqueles que não foram fiéis permanecerão na Prisão Espiritual até a conclusão do Milênio, quando finalmente ressuscitarão.[31]
- Ele julgará as nações, e dividirá os justos dos iníquos.
- Os ímpios serão removidos da terra. Todas as coisas impuras serão queimadas, pois a Terra será purificada pelo fogo.[32] As pessoas que forem honradas, independentemente de fé ou crenças, permanecerão na Terra.
- Os Judeus dos dias atuais serão ministrados pessoalmente por Cristo, tocarão e sentirão as marcas dos cravos nas mãos e nos pés, e chorarão, pois finalmente reconhecerão Jesus como o Messias.[33][34]
- Jesus vai reinar pessoalmente na Terra. Ele irá estabelecer um governo teocrático e vai inaugurar Milênio.[35]

## O Milênio
Segundo a doutrina da Igreja de Jesus Cristo, o Milênio é tido como um período de paz e justiça. Durante este tempo, Jesus pessoalmente vai reinar na terra, e Satanás será 'amarrado', e não terá poder sobre as pessoas pela sua retidão.
Durante a primeira parte do Milênio, muitos missionários serão necessários em todo o mundo para ensinar as pessoas sobre a Terra, visto que haverá pessoas das mais variadas religiões na face da Terra. No entanto, com o passar do tempo, o trabalho missionário irá diminuir à medida que o conhecimento de que Jesus é o Cristo e o conhecimento sobre o evangelho se espalha.
Durante o Milênio, a maioria do trabalho e das ordenanças necessárias para a salvação daqueles que já morreram serão concluídas. A Igreja ensina que o arbítrio das almas é inviolável, por isso cada alma poderá optar pelas ordenanças feitas vicariamente ou pelas ordenanças realizadas pessoalmente. Doutrinariamente, as pessoas falecidas devem aceitar voluntariamente as ordenanças e a converterem-se os ensinamentos de Cristo por eles para entrar em vigor. Os Santos dos últimos dias acreditam que a família humana árvore de todo o caminho para o Adam vai ter o seu ordenanças do templo concluída. Este trabalho será possível através da ajuda daqueles que foram ressuscitados no ou antes da Segunda Vinda de Cristo.
Os Santos dos Últimos Dias acreditam que a organização familiar continuará durante todo o Milênio da mesma forma como ela é agora.
Perto do final do Milênio, acredita-se que Satanás será solto por um curto período. neste ponto, o Arcanjo Miguel, que a Igreja ensina ser Adão, levará os justos em uma batalha final contra Satanás e seus seguidores. Satanás e seus seguidores serão lançados em um lugar conhecido como Trevas Exteriores. Embora Satanás tenha sido conhecido como 'Lúcifer' ("portador de luz") e tenha vivido na presença de Deus antes da fundação deste mundo, sua rebelião foi tida como o único pecado imperdoável: a rebelião contra o plano de Deus. Assim, tendo um inegável conhecimento de Deus, de Jesus Cristo e seu plano para a humanidade, ele tenta enganar as pessoas que habitam a terra. As únicas pessoas que que serão lançadas nas Trevas Exteriores com Satanás são as que receberam uma certeza inegável da existência de Deus, da divindade de Jesus Cristo e de seu plano, e em seguida negado ou falsificado a verdade que receberam. Estes são conhecidos como os Filhos de Perdição.
Acredita-se que no final do Milênio, com todo o trabalho concluído, o Julgamento Final das almas dos seres humanos iniciar-se-á. A Terra vai então receber a sua Glória Paradisíaca ou tornar-se "celestializada", e aqueles que viveram sobre a Terra e que se mantiveram dignos da Glória Celestial, herda-la-ão e viverão com Deus e com Cristo.

## Principais sinais anteriores
A Igreja acredita que nenhum homem sabe a hora da vinda de Cristo. No entanto, existem sinais que foram dados e que irão mostrar que a Segunda Vinda está se aproximando. Alguns dos principais eventos, bem como seu cumprimento estão listados abaixo:

### A restituição de todas as coisas
O Livro de Atos afirma que, "Arrependei-vos, pois, e convertei -, de que seus pecados podem ser apagados, quando os tempos de refrigério, da presença do Senhor, E ele enviar a Jesus Cristo, que já dantes vos foi indicado a você: Qual convém que o céu receba até os tempos da restauração de tudo, dos quais Deus falou pela boca de todos os seus santos profetas, desde o princípio do mundo." acredita-se que isso significa que deve haver uma restauração de todas as coisas antes da Segunda Vinda. O Livro de Apocalipse diz: "E vi outro anjo voar pelo meio do céu, tendo o evangelho eterno, para o proclamar aos que habitam sobre a terra, e a toda nação, e tribo, e língua, e povo". Este evangelho que se acredita ser a mesma Igreja que estava na terra quando Cristo estava aqui, inicialmente, e que já foi restaurada à Terra. Em seguida, ela deve ser estabelecida em todo o mundo. A Igreja acredita que a verdadeira igreja, a qual fora originalmente formada, tornou-se corrompida décadas após ser estabelecida por Jesus Cristo. Uma vez que Deus é o mesmo ontem, hoje e sempre, esta restauração precisa ser feito através de revelação divina, por meio de Seus profetas, tal como fora feito nos tempos da antiguidade.

#### Estado de cumprimento acreditado: Maioria cumprida
A Igreja de Jesus Cristo dos Santos dos Últimos Dias acredita que este processo de restauração foi iniciado com Joseph Smith, quando ele recebeu a Primeira Visão. Ali ele foi chamado para ser o primeiro profeta dos tempos modernos. A Igreja acredita ser a verdadeira igreja, a qual recebe diretamente de Deus as instruções sobre o seu correto e adequado funcionamento. Eles também acreditam "na mesma organização que existia na Igreja Primitiva, isto é, apóstolos, profetas, pastores, mestres, evangelistas, e assim por diante".

### Oposição à restauração
Acredita-se que se há um Deus, também há um diabo. Caso haja na Terra uma verdadeira doutrina ensinada por Deus, então deve também haver uma força que faria tudo para se opor a esta doutrina.

#### Estado de cumprimento acreditado: Em cumprimento
A Igreja relata que a perseguição dos primeiros santos foi a primeira manifestação deste sinal. A atual localização da sede de Igreja, em Salt Lake City (UT) se deve ao fato de sucessivas expulsões que os santos sofreram enquanto tentavam viver sua religião onde habitavam. Após serem expulsos da cidade de Nauvoo (IL), não havia outra alternativa senão migrarem rumo ao oeste, até chegarem no vale do Lago Salgado. Os pioneiros Santos dos Últimos Dias foram os primeiros habitantes do Meio-Oeste americano, e responsáveis pela colonização de toda aquela região. Hoje, embora mais dispersa pelo mundo, a perseguição ainda existe.

### Elias
No Livro de Malaquias, foi profetizado que, antes da Segunda Vinda, "Eis que eu vos enviarei Elias , o profeta, antes que venha o grande e terrível dia do Senhor; E ele converterá o coração dos pais aos filhos, e o coração dos filhos a seus pais".

#### Estado de cumprimento acreditado: Cumprida
O profeta Elias apareceu ao profeta Joseph Smith em 3 de abril de 1836, e que lhes foram conferidas as chaves para "converter o coração dos pais aos filhos, e dos filhos aos pais". Esta chave é a do poder selador, a qual permite que uma família seja selada para toda a eternidade dentro dos Templos, de forma que continuarão sendo uma família após esta vida. Apesar de muitas religiões acreditam que Elias ainda virá antes da Segunda Vinda, a Igreja é a maior denominação Cristã que acredita que esta profecia já ocorreu.

### A coligação de Judá
O Livro de Isaías declara: "E levantará um estandarte para as nações, e ajuntará os desterrados de Israel, e ajunta os dispersos de Judá dos quatro cantos da terra." A Igreja acredita tanto na Coligação literal quanto na espiritual. O local de coligação espiritual são as capelas, onde os membros se reúnem. A coligação literal dos dispersos de Judá iniciar-se-á no condado de Daviess, no Missouri, em data desconhecida.

#### Estado de cumprimento acreditado:Cumprido e em andamento
Em 1841, A Igreja de Jesus Cristo dos Santos dos Últimos Dias enviou o apóstolo Orson Hyde para a Terra Santa, para dedicar aquela região para o retorno do povo Judeu. Na época, havia menos de 5.000 judeus em toda a terra da Palestina. Hoje a Igreja possui mais de 30 mil unidades em quase todos os países.

### O proselitismo em Israel
Um sinal de que ainda tem que é o início do trabalho missionário dentro de Israel. A Igreja acredita que, antes do retorno de Cristo, que o evangelho deve ser ensinado para os que estão em Israel, e a igreja deve estar legalmente estabelecido dentro desses limites.

#### Estado de cumprimento acreditado: Atualmente parada, mas já iniciada.
O proselitismo é permitido dentro de Israel, mas a Igreja se abstém de fazer proselitismo com base em um acordo com o governo de Israel. Todavia, a Igreja possui um terreno em Jerusalém, onde se encontra uma unidade da Universidade Brigham Young.

### Templo em Jerusalém
A Igreja acredita que haverá um templo construído em Jerusalém. A Igreja SUD é uma das poucas igrejas que acreditam na construção de templos. O templo dentro de Jerusalém serão construídas com uma característica que todos os outros templos não têm. Este templo vai conter um trono, que, às vezes, o Salvador pessoalmente, sentar-se e reinará sobre a casa de Israel.
Sobre o templo em Jerusalém, Orson Pratt declarou, "Haverá um Templo construído em Jerusalém. Quem você acha que vai construí-lo? Você pode pensar que serão os judeus incrédulos que rejeitaram o Salvador. Eu acredito que o que está contido na página 77 do Livro de Mórmon, bem como em muitos outros lugares, no mesmo livro, vai ser literalmente cumprida. O Templo em Jerusalém será, sem dúvida, ser construído por aqueles que não crêem no verdadeiro Messias. A sua construção deverá ser, em alguns aspectos, diferente dos Templos estão sendo construídos. Ele irá conter o trono do Senhor, em que ele, às vezes, pessoalmente, sentar-se, e reinará sobre a casa de Israel, para sempre. Ele também pode conter outros doze tronos, em que os doze Apóstolos antigos irão sentar-se, e julgar as doze tribos de Israel."
Mais recentemente, Bruce R. McConkie declarou: "Quem são aqueles" que estão longe: "quem virá a Jerusalém para construir a casa do Senhor? Com certeza eles são os Judeus dispersos longe. Com que poder e em cuja autorização o trabalho deve ser feito? Há apenas um lugar, debaixo de todo o céu, onde as chaves da construção do templo são encontrados. Só há um povo que sabe como construir templos e o que fazer quando estiver concluída. Estas pessoas são os Santos dos Últimos Dias. O Templo em Jerusalém não será construído por Judeus que se reuniram ali para fins políticos, como no presente. Não será construída por um povo que não sabe nada sobre as ordenanças de selamento e a sua aplicação para os vivos e os mortos. Não vai ser construído por aqueles que não sabem nada a respeito de Cristo e suas leis e os mistérios reservados para o santos. Mas ele será construído por judeus que vieram a Cristo, que mais uma vez estão no verdadeiro rebanho de seu antigo Pastor, e que aprendeu de novo sobre os Templos, porque eles sabem que Elias veio, não para se sentar em uma cadeira vazia em alguns festa Judaica da Páscoa, mas para o Templo de Kirtland, em 3 de abril de 1836, a Joseph Smith e Oliver Cowdery. O templo em Jerusalém será construída por A Igreja de Jesus Cristo dos Santos dos Últimos dias. Aqueles que estão longe, eles que vêm de uma Americana de Sião, que tem um templo em Salt Lake City virá a Jerusalém para construção de outro templo sagrado em Jerusalém, parte da montanha da casa do Senhor."

#### Estado de cumprimento acreditado: Pendente
Não há qualquer previsão para a construção de um Templo em Jerusalém.

### Duas testemunhas em Jerusalém
Acredita-se que duas pessoas serão chamadas para pregar o evangelho na terra de Jerusalém, e que eles terão a fé e o poder para causar milagres, como visto no Livro de Apocalipse. Uma vez que eles tem o direito para profetizar, acredita-se que eles são profetas. Esses profetas serão chamados para ensinar o evangelho durante um tempo de grande conflito, e serão capazes de manter as nações reunidas contra Israel na baía de seu ministério. Este conflito é acreditado para ser parte de a batalha do Armagedom, que terá lugar perto de Megido, ou do Vale de Jizreel. Depois de três anos e meio, eles serão mortos por seus inimigos, e seus corpos estarão expostos na rua por três dias e meio. Em seguida, um grande terremoto ocorrerá e eles subirão milagrosamente ao céu. Qualquer um dos doze apóstolos, poderia ser considerado um profeta, como eles são aceitos pela igreja como profetas, videntes e reveladores.

#### Estado de cumprimento acreditado: Pendente
A Igreja de Jesus Cristo dos Santos dos Últimos Dias, no momento, não faz proselitismo em Israel.